# Arthur Dunkelblum

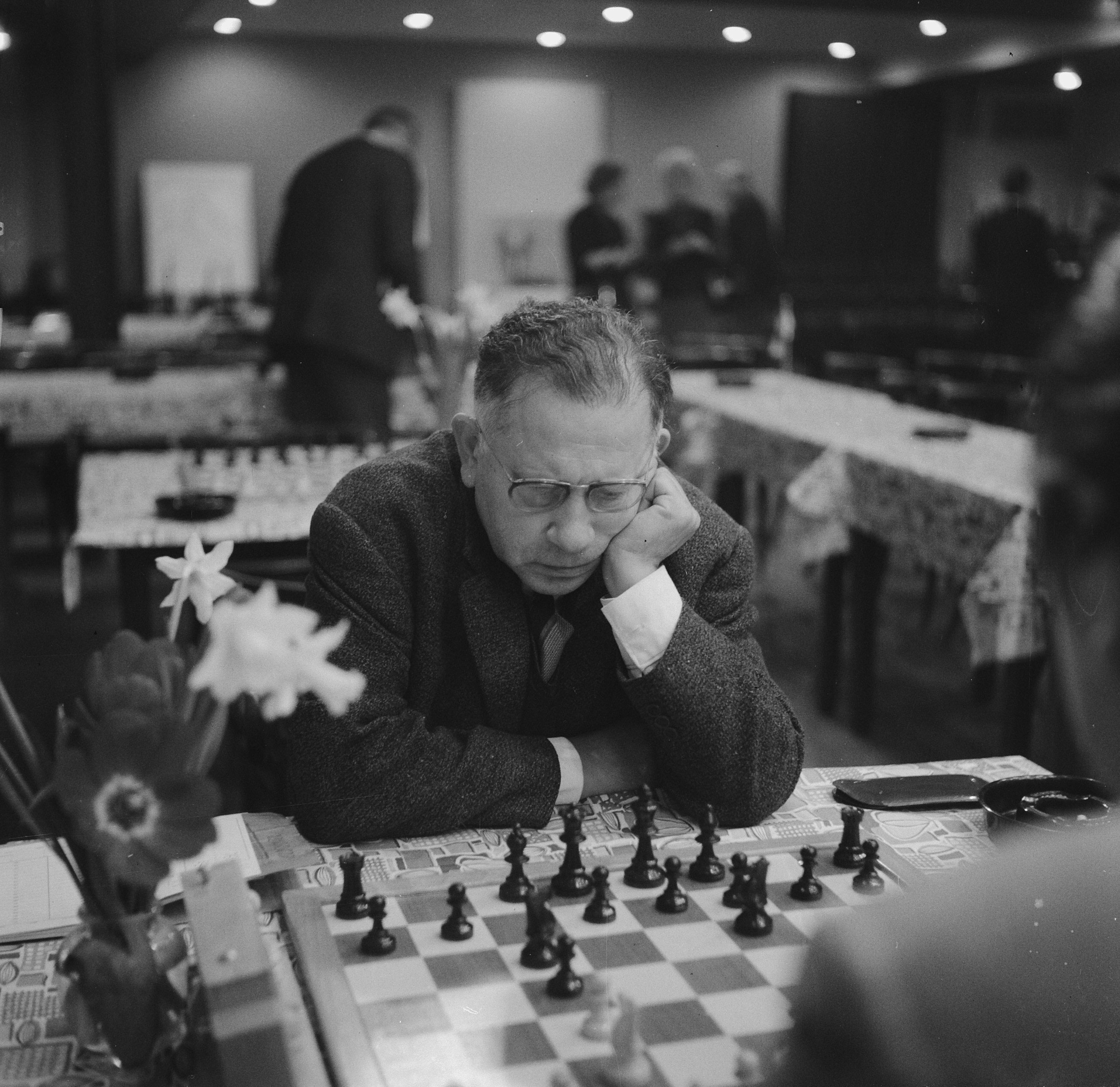
Arthur Dunkelblum, Beverwijk 1964

Arthur Dunkelblum (Krakau, 23 april 1906 - 27 januari 1979) was een Belgische schaakmeester van Pools-Joodse afkomst.
In 1957 werd hij internationaal meester. 
In 1935, 1936 en 1949 won hij het Belgisch schaakkampioenschap.
Hij speelde in de Belgische nationale ploeg op de schaakolympiades van 1928, 1933, 1937, 1950, 1954, 1956, 1958, 1960, 1962, 1966 en 1968.